# بوگر تری (آلاباما)
بوگر تری (به انگلیسی: Booger Tree) یک منطقهٔ مسکونی در ایالات متحده آمریکا است که در شهرستان وینستون، آلاباما واقع شده‌است. بوگر تری ۲۵۷٫۸۶ متر بالاتر از سطح دریا واقع شده‌است.